# Écoche
Écoche település Franciaországban, Loire megyében. Lakosainak száma 515 fő (2022. január 1.). Écoche Saint-Igny-de-Roche, Coublanc, Arcinges, Belmont-de-la-Loire, Le Cergne, Mars és Cours községekkel határos.

## Népesség
A település népességének változása:
| Lakosok száma | 345  | 353  | 371  | 506  | 560  | 558  | 537  | 523  | 516  | 515  |
|               | 1968 | 1982 | 1990 | 2006 | 2013 | 2015 | 2017 | 2019 | 2020 | 2022 |